# Phreaking

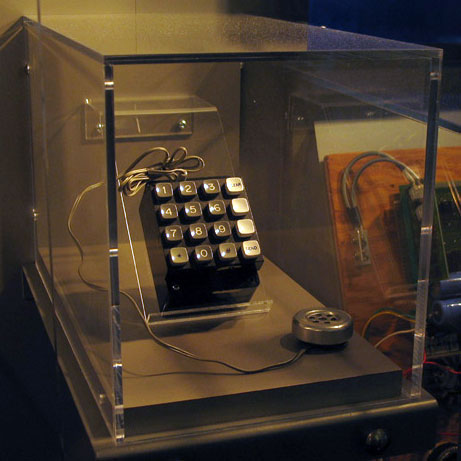
Diese Blue Box gehörte einmal Steve Wozniak und wird im Computer History Museum ausgestellt

Phreaking [friːkɪŋ] (von engl. phone, „Telefon“, und freak, „verrückter Typ“) bezeichnet eine Subkultur der Hacker, die sich (ursprünglich) mit Sicherheitsmechanismen der Telefonie auseinandersetzt, insbesondere mit der Manipulation von Telefonverbindungen. In dem modernen Gebrauch schließt das auch Techniken der Kommunikationssicherheit ein, die sich nicht unbedingt auf die Telefonie beziehen, wie beispielsweise Van-Eck-Phreaking.
Ursprünglich ermöglichten die Methoden des Phreaking mit Hilfe spezieller Signaltöne eine kostenlose Benutzung analoger Telefonleitungen (Blue Box; siehe auch Red Box speziell für Münztelefone) und halfen darüber hinaus, Telefonkonferenzen zu schalten sowie eine Rückverfolgung der Teilnehmer zu erschweren (Aqua Box) oder Musik über Telefonleitungen zu übertragen (Rock Box). Die unautorisierte Nutzung spezieller kostenfreier Rufnummern für Telefontechniker, über die Verbindungen zu beliebigen Gegenstellen hergestellt werden können, und Ähnliches fallen ebenfalls unter die Techniken des Phreaking.

## Geschichte und Funktionsweise
Die Wurzeln des Phreaking reichen zurück bis 1844, als die ersten größeren Telegrafennetze in Betrieb gingen; über 30 Jahre später gefolgt von den ersten Telefonnetzen. Zu den Vorläufern der Phreaker gehören technikbegeisterte Operatoren aus jener Zeit, die ihr Wissen nutzten, um das Netz für ihre eigenen Zwecke zu verwenden. Die ersten Praktiken des Phreaking entwickelten sich allerdings erst mit dem Aufkommen automatischer Vermittlungsstellen der Telefongesellschaften und erreichten ihren Höhepunkt in den 1970er- bis Mitte der 1990er-Jahre. Sie blieben nicht mehr den Operatoren vorbehalten, sondern wurden vor allem von eingeweihten Endkunden genutzt.
Bereits 1957 entdeckte der blinde Joybubbles (Geburtsname: Josef Carl Engressia, Jr.) in den USA durch Pfeifen zufällig, dass sich eine Telefonverbindung mit einem Pfeifton von 2600 Hertz unterbrechen ließ. Es stellte sich heraus, dass die Vermittlungsstelle nun davon ausging, dass die Leitung frei sei. Richtig eingesetzt, war es genau dieser Ton, der es ermöglichte, kostenlos zu telefonieren. Dazu wurde mittels der imitierten Ton-Steuersignale ein kostenloser Anruf (z. B. ein Ortsgespräch) beendet, um nach dieser besonderen Art der Gesprächsbeendigung eine neue Nummer (z. B. ein teures Ferngespräch) zum alten (kostenlosen) Tarif zu wählen.
Daran angelehnt entstanden die ersten Methoden des Phreaking durch das Senden von Tonsignalen über eine analog vermittelte Telefonverbindung. Solche Tonsignale dienten der Kommunikation zwischen den Vermittlungsstellen untereinander. Da ihre Übertragung jedoch nicht gegen die Telefongespräche abgeschirmt war, konnte die Vermittlungsstelle über eine gewöhnliche Telefonverbindung wie beschrieben zur Ausführung von Kontrollfunktionen angewiesen werden. Dazu gehörte insbesondere die Möglichkeit, Telefonkonferenzen zu schalten und kostenlose Telefongespräche zu führen.
Einen der Grundsteine für die Phreaker-Szene legte John T. Draper, auch bekannt als „Captain Crunch“. Joe Engressia machte ihn darauf aufmerksam, dass die als Beilage enthaltene Pfeife aus einer Cornflakes-Packung der Marke Cap’n Crunch die besagte Frequenz von 2600 Hertz erzeugt. Mit Hilfe von Freunden gelang es Draper später, die Methoden des Telefon-Phreakings weiterzuentwickeln; sie nahmen den Ton auf Band auf und konnten so jedes Telefon „manipulieren“, was man heute unter dem Begriff des Blueboxing versteht.
Der breiten Öffentlichkeit bekannt wurde Phreaking seit 1971 durch zahlreiche Publikationen. So veröffentlichte der Yippie Abbie Hoffman in seinem Buch „Steal This Book“ und zusammen mit Al Bell in einem Rundbrief namens „Youth International Party Line“ Drapers Methoden. Im selben Jahr erschien ein entsprechender Bericht im Hochglanzmagazin „Esquire“, sowie ein Jahr später im radikalen Magazin „Ramparts“. Infolgedessen entstand die Ära des kostenlosen Telefonierens. Eine weitere Veröffentlichung in YIPL befasste sich mit der Redbox. Die Redbox simulierte an öffentlichen Telefonen den Münzeinwurf. Somit war es möglich, ohne Kosten über ein Münztelefon zu telefonieren. AT&T war jahrelang machtlos – zum Unterbinden des Phreakings hätte ein großer Teil der Netzinfrastruktur im ganzen Land ausgetauscht werden müssen.
Als Rechtfertigung wurde oft das Argument vorgebracht, dass man lediglich die Überkapazitäten eines existierenden Systems ausnutze und daher keinen nennenswerten Schaden anrichte. Der Vietnamkrieg gab dem Telefonkostenbetrug innerhalb der USA zudem eine politische Note: Da dort eine entsprechende Sondersteuer auf das Telefonieren erhoben wurde, konnte man deren Umgehung als zivilen Ungehorsam in Auflehnung gegen den Krieg verstehen.
Das deutsche Telefonnetz hatte solche Anfälligkeiten nicht. In Deutschland bediente man sich dieser Möglichkeit daher über die Nutzung von kostenlosen 0130-Nummern (heute 0800). Man ließ sich mit Übersee-Gegenstellen in Ländern mit anfälligem Netz verbinden und schickte erst nach der Verbindung über den Satelliten die bekannten BlueBox-Töne über die Leitung.
Als Anfang der 1980er-Jahre die ersten Akustikkoppler auf den internationalen Märkten zu erschwinglichen Preisen verfügbar wurden, standen für Phreaker neue Wege der Manipulation an Telefonnetzen offen. Direkte Manipulationen der Vermittlungsstellen über den eigenen PC von zu Hause aus wurden von diesem Zeitpunkt an populär. Phreaking wurde nun auch oft zum Zwecke des Eindringens in fremde Computer betrieben. In diesem Zusammenhang dienten diese technischen Schaltungen auch dazu, die Rückverfolgung solcher Aktivitäten zu erschweren (Aquabox).
Zu Beginn der 1990er-Jahre nahm das kostenlose Telefonieren in der Masse (wohl auch durch die entsprechenden Computer-Szenen auf den Commodore-Computern Amiga und C64) derartig zu, dass Gegenmaßnahmen getroffen wurden. Zuerst wurde die Reihenfolge und Dauer der verwendeten Signalisierungstöne verändert. Kurz darauf traten die ersten Gesetze in Kraft, die ein juristisches Vorgehen gegen derartige Manipulationen ermöglichten. Zwar war es zuvor bereits illegal, Telefonnetze physisch zu verändern oder zu sabotieren, nicht aber die Nutzung von Funktionen über Frequenzen.
Erste Versionen von Telefonkarten (bzw. der Kartentelefone) ließen sich ebenfalls manipulieren, um kostenlos zu telefonieren.
In Österreich war es bei einer Version der ersten öffentlichen Telefonautomaten „Nur für Ortsgespräche“ mit einem weißen Zeiger oben am Gerät möglich, mittels eines am Schaufenster hineingesteckten Stücks Karton den Zeiger aufzuhalten, der den Anruf nach drei Minuten stoppen sollte. Bei mit einem Telefonschloss in der Wählscheibe gesperrten Tisch- oder Wandapparaten in Wohnung oder Geschäft konnte durch geeignet rhythmisches Klopfen mit einem Finger auf den Gabelumschalter (auf dem der Hörer aufgelegt wird) dennoch hinausgewählt werden (Gabelwahl). Telefonautomaten um 1980 mit roter LED-Ziffernanzeige für das in Münzen eingeworfene Guthaben konnten durch elektromagnetische Impulse eines am Display des Alugussgehäuses betätigten Piezo-Feuerzeugs so gestört werden, dass manchmal ein (nichtbezahltes) Guthaben – bis zu 99 Schilling – angezeigt wurde, das mit etwas Glück sogar vertelefoniert werden konnte. Die betreffenden Automaten wurden sukzessive gesichert, vermutlich durch Umbau. Mit Spezialwissen konnte um 1980 durch das Betätigen des Höreraufhängehakens an Telefonautomaten und koordiniertes Wählen eines Codes ebenfalls ein hohes Guthaben erwirkt werden. Mit den Jahren wurden die betroffenen Automaten abgesichert.

## Trivia
Im Film WarGames – Kriegsspiele gibt es mehrere Szenen, bei denen es um Phreaking geht.

## Zeitschriften
- Die Datenschleuder – das Fachmagazin des Chaos Computer Clubs (CCC)
- Phrack – ein rein elektronisches Magazin
- TAP und 2600 magazine sind US-amerikanische Magazine